# Lješljani
Lješljani (cyr. Љешљани) – wieś w Bośni i Hercegowinie, w Republice Serbskiej, w gminie Novi Grad. W 2013 roku liczyła 32 mieszkańców.